# پیتن ۸۵۳۸۶
سیارک ۸۵۳۸۶ (به انگلیسی: 85386 Payton، نامگذاری:1996OU2) هشتاد و پنج هزار و سیصد و هشتاد و ششمین سیارک کشف شده‌است که در ۲۶ ژوئیه ۱۹۹۶ کشف شد.